# Whitecourt
Whitecourt – miasto w Kanadzie, w prowincji Alberta.